# Christian Matthiessen
Christian Matthias Ingemar Martin Matthiessen (Suécia, 9 de junho de 1956) é um linguista sueco conhecido por suas contribuições à Linguística Sistêmico-Funcional (LSF), especialmente por seus estudos sobre a léxico-gramática do inglês, a semântica das estruturas retóricas, geração de linguagem natural, tipologia linguística e as noções de registro e instanciação.

## Carreira
É graduado em linguística pela Universidade de Lund; mestre e doutor pela Universidade da Califórnia em Los Angeles. Trabalhou no Instituto de Ciências da Informação da Universidade do Sul da Califórnia, na Universidade de Sydney, na Universidade Macquarie e  na Universidade Politécnica de Hong Kong. É professor honorário da Universidade Nacional da Austrália.

## Obras
Uma de suas principais obras é Lexicogrammatical Cartography: English Systems (1995), um estudo de 700 páginas sobre os sistemas gramaticais da língua inglesa a partir da perspectiva da LSF.
Matthiessen também publicou vários livros em com Michael Halliday, incluindo duas revisões de An Introduction To Functional Grammar, em 2004 e em 2014.